# Hrvatski nogometni kup 2021./22.
Hrvatski nogometni kup 2021./22., sponzorskog naziva SuperSport Hrvatski nogometni kup je trideset i prvo izdanje Hrvatskog nogometnog kupa. U natjecanju sudjeluje ukupno 48 klubova. 
 
Naslov pobjednika iz sezone 2020./21. brani "Dinamo" iz Zagreba. 
 
Od rujna 2021. godine natjecanje nosi sponzorski naziv SuperSport Hrvatski nogometni kup. 
 
Kup je prvi put nakon sezone 2012./13. i sedmi put ukupno osvojio "Hajduk" iz Splita.

## Sudionici
U natjecanju sudjeluje 48 klubova i to: 
- 16 najuspješnijih klubova po koeficijentu uspješnosti u natjecanju za Hrvatski nogometni kup u zadnjih pet godina
- 21 klub – pobjednici natjecanja za Županijski kup (pod rukovodstvom Županijskih nogometnih saveza)
- 11 klubova finalista natjecanja za Županijski kup iz 11 županijskih nogometnih saveza s najvećim brojem registriranih nogometnih klubova

Klubovi kvalificirani preko županijskih kupova startaju u natjecanju od pretkola, a preko koeficijenta od šesnaestine finala
| županija               | klubovi plasirani preko koeficijenta                                           | pobjednici županijskih kupova  | finalisti županijskih kupova  |
| ---------------------- | ------------------------------------------------------------------------------ | ------------------------------ | ----------------------------- |
| Bjelovarsko-bilogorska |                                                                                | Mladost Ždralovi (III)         | Bjelovar (III)                |
| Brodsko-posavska       |                                                                                | Oriolik Oriovac (III)          | Marsonia Slavonski Brod (III) |
| Dubrovačko-neretvanska |                                                                                | Neretvanac Opuzen (III)        |                               |
| Istarska               | Istra 1961 Pula (I)                                                            | Uljanik Pula (III)             | Rudar Labin (III)             |
| Karlovačka             |                                                                                | Karlovac 1919 (III)            |                               |
| Koprivničko-križevačka | Slaven Belupo Koprivnica (I)                                                   | Borac Imbriovec (IV)           | Radnik Križevci (III)         |
| Krapinsko-zagorska     |                                                                                | Straža Hum na Sutli (IV)       |                               |
| Ličko-senjska          |                                                                                | Nehaj Senj (III)               |                               |
| Međimurska             |                                                                                | Međimurje Čakovec (III)        | Mladost Komet Prelog (IV)     |
| Osječko-baranjska      | Osijek (I)                                                                     | Belišće (III)                  | BSK Bijelo Brdo (II)          |
| Požeško-slavonska      |                                                                                | Slavonija Požega (III)         |                               |
| Primorsko-goranska     | Rijeka (I)                                                                     | Orijent 1919 Rijeka (II)       |                               |
| Sisačko-moslavačka     |                                                                                | Mladost Petrinja (III)         | Moslavina Kutina (IV)         |
| Splitsko-dalmatinska   | Hajduk Split (I) Split (III)                                                   | Dugopolje (II)                 |                               |
| Šibensko-kninska       | Šibenik (I)                                                                    | Zagora Unešić (III)            |                               |
| Varaždinska            | Varaždin (II)                                                                  | Bednja Beletinec (IV)          | Podravina Ludbreg (III)       |
| Virovitičko-podravska  |                                                                                | Pitomača (IV)                  | Virovitica (III)              |
| Vukovarsko-srijemska   | Cibalia Vinkovci (II)                                                          | Graničar Županja (III)         | Vuteks Sloga Vukovar (III)    |
| Zadarska               |                                                                                | Primorac Biograd na Moru (III) |                               |
| Grad Zagreb            | Dinamo Zagreb (I) Lokomotiva Zagreb (I) Rudeš Zagreb (II) Zagreb (IV)          | Sesvete (II)                   |                               |
| Zagrebačka             | Gorica Velika Gorica (I) Inter Zaprešić (II) Jaska Vinogradar Jastrebarsko (V) | Samobor (IV)                   | Kurilovec Velika Gorica (III) |

U zagradama prikazan rang lige u kojoj klub nastupa u sezoni 2021./22.

## Rezultati

### Pretkolo
Ždrijeb parova pretkola kupa, u kojem sudjeluju 32 kluba kvalificirana preko županijskih kupova, je održan 3. kolovoza 2021. godine, dok je referetni datum za odigravanje 25. kolovoza 2021.

| Par | Datum              | Mjesto odigravanja, stadion                  | Domaći sastav            | Rezultat       | Gostujući sastav        | Napomene                                           | Izvještaji |
| --- | ------------------ | -------------------------------------------- | ------------------------ | -------------- | ----------------------- | -------------------------------------------------- | ---------- |
| 1   | 25. kolovoza 2021. | Rijeka, Krimeja                              | Orijent 1919 Rijeka      | 2:1            | Marsonia Slavonski Brod |                                                    |            |
| 2   | 21. kolovoza 2021. | Unešić, Borovište                            | Zagora Unešić            | 1:2            | Karlovac 1919           |                                                    |            |
| 3   | 25. kolovoza 2021. | Ludbreg, Igralište NK Podravina              | Podravina Ludbreg        | 0:0 (3:5 11 m) | Bjelovar                | "Bjelovar" prošao boljim izvođenjem jedanaesteraca |            |
| 4   | 21. kolovoza 2021. | Senj, Pod Nehajom                            | Nehaj Senj               | 2:1            | Borac Imbriovec         |                                                    |            |
| 5   | 25. kolovoza 2021. | Biograd na Moru, Kazimir i Silvestar         | Primorac Biograd na Moru | 1:0            | Samobor                 |                                                    |            |
| 6   | 25. kolovoza 2021. | Belišće, Gradski stadion Belišće             | Belišće                  | 4:1            | Mladost Komet Prelog    |                                                    |            |
| 7   | 25. kolovoza 2021. | Ždralovi, Igralište Mladosti na Brdu         | Mladost Ždralovi         | 4:2            | Neretvanac Opuzen       |                                                    |            |
| 8   | 25. kolovoza 2021. | Beletinec, Kod mosta                         | Bednja Beletinec         | 1:0            | Uljanik Pula            |                                                    |            |
| 9   | 25. kolovoza 2021. | Sesvete, Sveti Josip Radnik                  | Sesvete                  | 0:0 (3:1 11 m) | Mladost Petrinja        | "Sesvete" prošle boljim izvođenjem jedanaesteraca  |            |
| 10  | 25. kolovoza 2021. | Kutina, Gradski stadion Kutina               | Moslavina Kutina         | 0:2            | Oriolik Oriovac         |                                                    |            |
| 11  | 24. kolovoza 2021. | Čakovec, SRC Mladost                         | Međimurje Čakovec        | 4:0            | Slavonija Požega        |                                                    |            |
| 12  | 25. kolovoza 2021. | Pitomača, Igralište NK Pitomača              | Pitomača                 | 2:0            | Kurilovec Velika Gorica |                                                    |            |
| 13  | 25. kolovoza 2021. | Virovitica, SRC Vegeška                      | Virovitica               | 0:4            | BSK Bijelo Brdo         |                                                    |            |
| 14  | 25. kolovoza 2021. | Križevci, Gradski stadion Križevci           | Radnik Križevci          | 2:3            | Dugopolje               |                                                    |            |
| 15  | 25. kolovoza 2021. | Županja, Spomen stadion Prve nogometne lopte | Graničar Županja         | 0:1            | Rudar Labin             |                                                    |            |
| 16  | 25. kolovoza 2021. | Vukovar, Stadion NK Vuteks (Sajmište)        | Vuteks Sloga Vukovar     | 3:1            | Straža Hum na Sutli     |                                                    |            |

### Šesnaestina završnice
Parovi šesneastine završnice su objavljeni 26. kolovoza 2021., a referetni datum odigravanja utakmica 22. rujna 2021.

| Par | Datum           | Mjesto odigravanja, stadion           | Domaći sastav            | Rezultat       | Gostujući sastav              | Napomene                                             | Izvještaji |
| --- | --------------- | ------------------------------------- | ------------------------ | -------------- | ----------------------------- | ---------------------------------------------------- | ---------- |
| 1   | 21. rujna 2021. | Pitomača, Igralište NK Pitomača       | Pitomača                 | 0:7            | Rijeka                        |                                                      |            |
| 2   | 22. rujna 2021. | Rijeka, Krimeja                       | Orijent 1919 Rijeka      | 1:4            | Dinamo Zagreb                 |                                                      |            |
| 3   | 21. rujna 2021. | Dugopolje, Hrvatski vitezovi          | Dugopolje                | 1:1 (7:8 11 m) | Lokomotiva Zagreb             | "Lokomotiva" prošla boljim izvođenjem jedanaesteraca |            |
| 4   | 15. rujna 2021. | Beletinec, Kod mosta                  | Bednja Beletinec         | 0:3            | Osijek                        |                                                      |            |
| 5   | 21. rujna 2021. | Biograd na Moru, Kazimir i Silvestar  | Primorac Biograd na Moru | 1:2            | Hajduk Split                  |                                                      |            |
| 6   | 21. rujna 2021. | Vukovar, Stadion NK Vuteks (Sajmište) | Vuteks Sloga Vukovar     | 0:3            | Istra 1961 Pula               |                                                      |            |
| 7   | 22. rujna 2021. | Karlovac, Branko Čavlović - Čavlek    | Karlovac 1919            | 0:2            | Slaven Belupo Koprivnica      |                                                      |            |
| 8   | 21. rujna 2021. | Ždralovi, Igralište Mladosti na Brdu  | Mladost Ždralovi         | 3:1            | Inter Zaprešić                |                                                      |            |
| 9   | 14. rujna 2021. | Senj, Pod Nehajom                     | Nehaj Senj               | 3:7            | Gorica (Velika Gorica)        |                                                      |            |
| 10  | 22. rujna 2021. | Čakovec, SRC Mladost                  | Međimurje Čakovec        | 0:1            | Šibenik                       |                                                      |            |
| 11  | 22. rujna 2021. | Labin, Stadion NK Rudar               | Rudar Labin              | 2:0            | Split                         |                                                      |            |
| 12  | 22. rujna 2021. | Belišće, Gradski stadion Belišće      | Belišće                  | 4:0            | Jaska Vinogradar Jastrebarsko |                                                      |            |
| 13  | 22. rujna 2021. | Bjelovar, Gradski stadion Bjelovar    | Bjelovar                 | 1:5            | Rudeš Zagreb                  |                                                      |            |
| 14  | 22. rujna 2021. | Sesvete, Sveti Josip Radnik           | Sesvete                  | 2:3 (prod)     | Varaždin                      | "Varaždin" prošao nakon produžetaka                  |            |
| 15  | 22. rujna 2021. | Bijelo Brdo, Igralište BSK            | BSK Bijelo Brdo          | 1:0            | Cibalia Vinkovci              |                                                      |            |
| 16  | 22. rujna 2021. | Zagreb, Veslačka                      | Zagreb                   | 0:1            | Oriolik Oriovac               |                                                      |            |

### Osmina završnice
Parovi osmine završnice su objavljeni 22. rujna 2021., a referetni datum odigravanja utakmica 27. listopada 2021.

| Par | Datum               | Mjesto odigravanja, stadion                  | Domaći sastav          | Rezultat       | Gostujući sastav         | Napomene                                                | Izvještaji |
| --- | ------------------- | -------------------------------------------- | ---------------------- | -------------- | ------------------------ | ------------------------------------------------------- | ---------- |
| 1   | 13. studenog 2021.  | Oriovac, Igralište Oriolik                   | Oriolik Oriovac        | 0:6            | Rijeka                   |                                                         |            |
| 2   | 27. listopada 2021. | Bijelo Brdo, Igralište BSK                   | BSK Bijelo Brdo        | 2:3            | Dinamo Zagreb            |                                                         |            |
| 3   | 27. listopada 2021. | Varaždin, Stadion Varteks                    | Varaždin               | 2:3            | Lokomotiva Zagreb        |                                                         |            |
| 4   | 26. listopada 2021. | Zagreb, ŠC Rudeš                             | Rudeš Zagreb           | 0:2            | Osijek                   |                                                         |            |
| 5   | 26. listopada 2021. | Belišće, Gradski stadion Belišće             | Belišće                | 1:5            | Hajduk Split             |                                                         |            |
| 6   | 27. listopada 2021. | Labin, Stadion NK Rudar                      | Rudar Labin            | 2:3            | Istra 1961 Pula          |                                                         |            |
| 7   | 26. listopada 2021. | Šibenik, Šubićevac                           | Šibenik                | 1:1 (3:5 11 m) | Slaven Belupo Koprivnica | "Slaven Belupo" prošao boljim izvođenjem jedanaesteraca |            |
| 8   | 27. listopada 2021. | Velika Gorica, Gradski stadion Velika Gorica | Gorica (Velika Gorica) | 2:0            | Mladost Ždralovi         |                                                         |            |

### Četvrtzavršnica
Parovi četvrtzavršnice su objavljeni 29. listopada 2021., a referetni datum odigravanja utakmica 1. prosinca 2021.
| Par | Datum              | Mjesto odigravanja, stadion                      | Domaći sastav          | Rezultat       | Gostujući sastav         | Napomene                                         | Izvještaji |
| --- | ------------------ | ------------------------------------------------ | ---------------------- | -------------- | ------------------------ | ------------------------------------------------ | ---------- |
| 1   | 1. prosinca 2021.  | Osijek, Gradski vrt                              | Osijek                 | 0:0 (5:4 11 m) | Slaven Belupo Koprivnica | "Osijek" prošao boljim izvođenjem jedanaesteraca |            |
| 2   | 30. studenog 2021. | Zagreb, Kranjčevićeva (Nogometni stadion Zagreb) | Lokomotiva Zagreb      | 3:6            | Hajduk Split             |                                                  |            |
| 3   | 1. prosinca 2021.  | Zagreb, Maksimir                                 | Dinamo Zagreb          | 1:3            | Rijeka                   |                                                  |            |
| 4   | 30. studenog 2021. | Velika Gorica, Gradski stadion Velika Gorica     | Gorica (Velika Gorica) | 2:2 (4:2 11 m) | Istra 1961 Pula          | "Gorica" prošla boljim izvođenjem jedanaesteraca |            |

### Poluzavršnica
Ždrijeb parova poluzavršnice je bio 6. prosinca 2021., a utakmice su predviđene za 2. i 9. ožujka 2022.
| Par | Datum           | Mjesto odigravanja, stadion | Domaći sastav | Rezultat   | Gostujući sastav       | Napomene                          | Izvještaji |
| --- | --------------- | --------------------------- | ------------- | ---------- | ---------------------- | --------------------------------- | ---------- |
| 1   | 9. ožujka 2022. | Rijeka, Rujevica            | Rijeka        | 3:2 (prod) | Osijek                 | "Rijeka" prošla nakon produžetaka |            |
| 2   | 2. ožujka 2022. | Split, Poljud               | Hajduk Split  | 2:1        | Gorica (Velika Gorica) |                                   |            |

### Završnica
Utakmice završnice odigrana je 26. svibnja 2022. na Gradskom stadionu Poljud u Splitu.
| 26. svibnja 2022. 19:00 |             |                            |                                                                         |
| Rijeka                  | 1:3         | Hajduk Split               | Gradski stadion Poljud, Split Broj gledatelja: 29.411 Sudac: Fran Jović |
| Drmić 13'               | (izvještaj) | Ferro 24' Melnjak 36', 56' | Gradski stadion Poljud, Split Broj gledatelja: 29.411 Sudac: Fran Jović |

## Vanjske poveznice
- Službena stranica Hrvatskog nogometnog saveza: SuperSport Hrvatski kup